# Is er Wifi in Tahiti?
Is er Wifi in Tahiti? was een amusementsprogramma dat van 2015 tot 2016 tijdens de zomermaanden werd uitgezonden op de Vlaamse commerciële zender VTM. Het programma werd gepresenteerd door Niels Destadsbader.

## Verloop
Het spel gaat tussen twee ploegen die bestaan uit telkens één onbekende Vlaming en drie BV's. Beide ploegen nemen het tegen elkaar op met als inzet een reis voor de onbekende Vlaming. De bekende Vlamingen helpen de onbekende tijdens het spel. Er zijn vijf spelrondes en één finale, de zogenaamde WiFINALE. Er zijn in totaal ongeveer 20 verschillende spelletjes, waaronder Wa zeit 'm?, BV Caché, Estafletters, Kopzorgen en Facetime. Tijdens een aflevering komt niet elk spelletje aan bod, aangezien er minder rondes dan spelletjes zijn in één aflevering.

### Bekende Vlamingen die deelgenomen hebben (lijst niet volledig)
- Steven Goegebeur
- Hanne Verbruggen
- Klaasje Meijer
- Marthe De Pillecyn
- Niels Albert
- Christoff
- Lindsay De Bolle
- Jacques Vermeire
- Véronique De Kock
- Tom Waes
- Jan Verheyen
- Free Souffriau
- Min Hee Bervoets
- Wesley Sonck
- Gene Thomas
- Sven De Ridder
- Rob Vanoudenhoven
- Dina Tersago
- Guga Baul
- Sergio
- Willy Sommers
- Kris Wauters
- Jens Dendoncker
- Thomas Smith
- Jeron Dewulf
- William Boeva
- Ann Van Elsen
- Gunther Levi
- Marie Verhulst
- Bartel Van Riet
- Cath Luyten
- Ian Thomas
- Miguel Wiels
- Peter Van de Veire
- Rani De Coninck
- Anke Buckinx
- Maarten Vangramberen
- James Cooke
- Brahim Attaeb
- Marijn Devalck
- Bab Buelens
- Tanja Dexters
- Ella Leyers
- Tine Embrechts
- Pat Krimson
- Joke van de Velde
- Joyce Beullens
- Laura Tesoro

## Afleveringen
| Seizoen | Aantal afleveringen | Uitgezonden                     |  |
| ------- | ------------------- | ------------------------------- |  |
| 1       | 32                  | 29 juni 2015 – 20 augustus 2015 |  |
| 2       | 32                  | 4 juli 2016 – 25 augustus 2016  |  |

## Ligt er Flan op de Mont Blanc?
In 2017 is een winterse variant van het programma uitgezonden onder de naam Ligt er Flan op de Mont Blanc?. Het decor was aangekleed als een chalet. 

### Overzicht
| Afl. | Kandidaat 1    | BV's                        | BV's                        | BV's                        | Kandidaat 2          | BV's                              | BV's                              | BV's                              |
| ---- | -------------- | --------------------------- | --------------------------- | --------------------------- | -------------------- | --------------------------------- | --------------------------------- | --------------------------------- |
| 1    | Eline Gryson   | Kürt Rogiers                | Cath Luyten                 | Hans Van Alphen             | Silke Bodson         | Bert Verbeke                      | James Cooke                       | Jelle Cleymans                    |
| 2    | Ive Peeters    | Sam De Bruyn                | Heidi Van Tielen            | Sean Dhondt                 | Nicole van Den Broek | De Romeo's (Davy, Chris, Gunther) | De Romeo's (Davy, Chris, Gunther) | De Romeo's (Davy, Chris, Gunther) |
| 3    | Jurgen Bollen  | William Boeva               | Min Hee Bervoets            | Bert Huysentruyt            | Jozefien Lemarq      | Dina Tersago                      | Kristel Verbeke                   | Gene Thomas                       |
| 4    | Reno Blanquart | K3 (Hanne, Klaasje, Marthe) | K3 (Hanne, Klaasje, Marthe) | K3 (Hanne, Klaasje, Marthe) | Femke Ghewy          | Tinne Oltmans                     | Justine De Jonckheere             | Wout Verstappen                   |
| 5    | Sacha Lacroix  | Wesley Sonck                | Elke Clijsters              | Steven Goegebeur            | Nicolas Snoeck       | Evy Gruyaert                      | Mathias Sercu                     | Tatyana Beloy                     |
| 6    | Koenraad M     | Rani De Coninck             | Raf Van Brussel             | Anke Buckinx                | Lisa V               | Bart Wellens                      | Niels Albert                      | Maarten Vangramberen              |
| 7    | Roel T         | Min Hee Bervoets            | Sergio                      | Sam Gooris                  | Tessa D              | Cath Luyten                       | Pascal Braeckman                  | Dagny Ros                         |
| 8    | Ivan T         | Katja Retsin                | Evy Gruyaert                | Joyce Beullens              | Lies H               | Charlotte Leysen                  | William Boeva                     | Sien Wynants                      |
| 9    | Willem T       | Bert Huysentruyt            | Joke van de Velde           | Ann Van Elsen               | Céline D             | Sergio                            | Tania Kloek                       | Jan Verheyen                      |
| 10   | Fabian D       | Katja Retsin                | Kris Wauters                | Isabelle A                  | Joni L               | Rob Vanoudenhoven                 | Véronique De Kock                 | Steven Goegebeur                  |